# Harewood House
Harewood House er et slot i Harewood ved Leeds i West Yorkshire i Storbritannien.

## Bygget I 1700-tallet
Slottet blev bygget mellem 1759 og 1771 af slægten Lascelles, der stadig bruger huset som hovedsæde for jarlerne af Harewood.
En af slottets kendte ejere var Henry Lascelles, 6. jarl af Harewood, (1882-1947). Han var gift med Princess Royal Mary af Storbritannien (1897-1965). Hun var datter af Georg 5. af Storbritannien, søster til Edward 8. af Storbritannien og Georg 6. af Storbritannien samt faster til dronning Elizabeth 2. af Storbritannien.

## Chippendale stil
De fleste af møblerne er tegnet af den lokale møbeldesigner Thomas Chippendale (1718 –1779), der havde sit værksted i Otley i West Yorkshire. Hundrede år efter Thomas Chippendales død blev chippendale-stilen også populær i udlandet.

## Sommer-OL 2012
Umiddelbart før Sommer-OL 2012 i London blev den olympiske ild ført rundt i England.
Den 19. juli 2012 modtog Prinsesse Beatrice af York og David Lascelles, der er den 8. jarl, ilden ved Harewood House. 
Prinsesse Beatrice (født 1988) er tipoldedatter af Georg 5. af Storbritannien, mens David Lascelles (født 1950), er oldesøn af samme konge.